# Lobeda

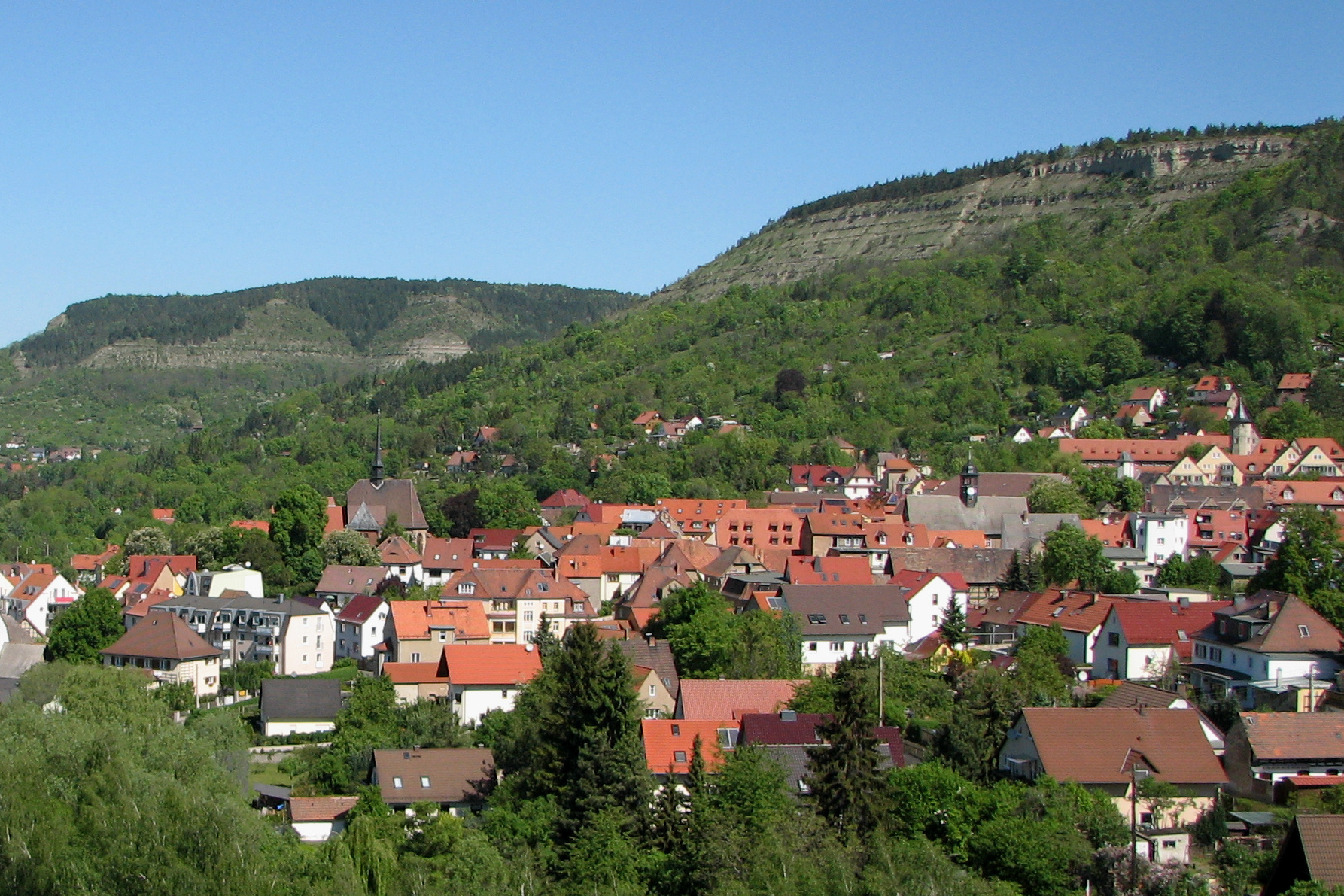
Panorama von Lobeda mit dem Johannisberg

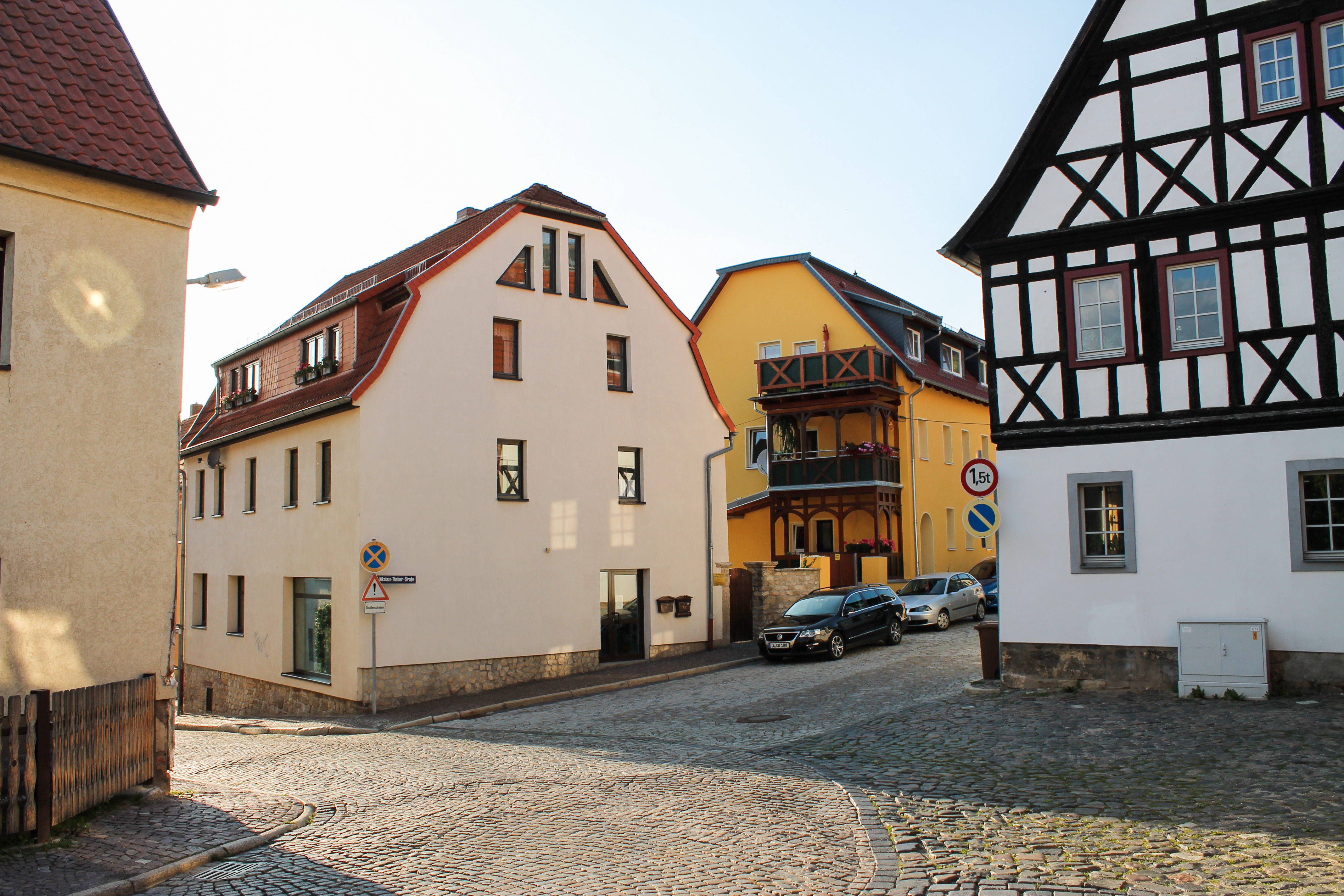
Altstadt von Lobeda, oberhalb Marktplatz

Lobeda ist eine ehemals selbstständige Stadt in Thüringen, die als Ortsteil Lobeda-Altstadt zu Jena gehört. Sie wurde 1946 eingemeindet, hat knapp 2000 Einwohner auf einer Fläche von 3,36 Quadratkilometern und liegt knapp 4,5 Kilometer südlich des Stadtzentrums.
Zwischen 1966 und 1986 entstand südwestlich von Lobeda die Jenaer Plattenbau-Trabantenstadt Neulobeda mit rund 20.000 Einwohnern. Zur besseren Abgrenzung gegenüber Neulobeda (ebenfalls Ortsteil von Jena) nennt sich das alte Lobeda seit dem 25. Mai 1998 Lobeda-Altstadt (Ortsteil von Jena).

## Geographie und Verkehr

### Geografische Lage
Lobeda liegt im mittleren Saaletal zwischen teilweise von Mischwäldern bedeckten Muschelkalk- und Buntsandsteinhängen. Der Siedlungsbereich erstreckt sich zwischen 150 und 220 m ü. NN. oberhalb des Überschwemmungsgebietes der Saale. Die Höhen über Lobeda erheben sich etwa 220 m über der Tallage, sie erreichen auf dem Johannisberg 373 m und dem Spitzberg 374 m und bilden die saaleseitige Kante der Hochfläche Wöllmisse.

### Die Gemarkung Lobeda
Die Gemarkung der historischen Stadt Lobeda hat sich im Wesentlichen erhalten und überdeckt neben dem Ortsteil Lobeda-Altstadt auch große Teile von Neulobeda. Sie wird bis auf kleinere Abweichungen begrenzt durch die Saale, den Pennickenbach bis zum Fürstenbrunnen, die Sommerlinde, die Lobdeburgklause (die Lobdeburgruine gehört zur Flur Drackendorf), die südöstliche Grenze des Klinikums, den heutigen Mediamarkt und die Roda bis zur Saalemündung. Dabei bleiben die Siedlungsbereiche von Wöllnitz und Rutha ausgespart. Die benachbarten Jenaer Ortsteile sind Göschwitz, Burgau, Wöllnitz und Drackendorf sowie die Gemeinde Sulza, Ortsteil Rutha im Saale-Holzland-Kreis. Zur Gemarkung Lobeda gehört auch die Wüstung Selzdorf.

### Verkehr
Lobeda-Altstadt liegt an der BAB 4, 1700 m von der Ausfahrt Nr. 54 (Jena-Zentrum) entfernt und an der Bundesstraße 88. Nächster Bahnhof ist Jena-Göschwitz (1300 m) mit Anschlüssen in Richtung Erfurt, Halle, Leipzig, Gera, Saalfeld. Lobeda-Altstadt ist über den öffentlichen Personennahverkehr durch Autobuslinien mit dem Umland verbunden: Stadtroda–Tälerdörfer–Hermsdorf; Ilmnitz–Bobeck–Hermsdorf sowie Stadtroda – Neustadt/Orla und Schleiz. Der Nahverkehr nach Jena erfolgt über die Straßenbahnlinien 4 und 5.

## Geschichte

### Politische Zugehörigkeit Lobedas
Mit dem ersten urkundlichen Auftreten Lobedas im 12./13. Jahrhundert gehörte Lobeda zum Territorium des Adelsgeschlechts der Lobdeburger, das aus Süddeutschland stammte und seinen ersten Sitz in Thüringen auf der Lobdeburg hatte. Als Folge des Vogtländischen Krieges von 1354–1357 gelangte Lobeda 1358 in die Hände der Wettiner. Mit der Leipziger Teilung des wettinischen Gesamtstaates 1485 kam Lobeda zum ernestinischen Kurfürstentum Sachsen. Bei der Teilung des ernestinischen Staates von 1572 kam Lobeda zum neu gebildeten Herzogtum Sachsen-Weimar (ernestinische Linie der Wettiner). Bei einer Landesteilung des Herzogtums Sachsen-Weimar gelangte Lobeda zwischen 1672 und 1690 zum kurzzeitig existierenden Herzogtum Sachsen-Jena und kam danach zu Sachsen-Eisenach. Die Linie Sachsen-Eisenach starb 1741 aus, damit fiel das Territorium mit Lobeda an Sachsen-Weimar zurück (Sachsen-Weimar-Eisenach). Nach dem Wiener Kongress 1815 wurde das Herzogtum Sachsen-Weimar-Eisenach Großherzogtum. Lobeda verblieb im Großherzogtum bis zur Auflösung der Territorialstaaten 1919. Ab 1920 gehörte Lobeda zum neu gebildeten Land Thüringen und war vorübergehend (1922 bis 1924) nach Jena eingemeindet. Bis 1946 gehörte Lobeda zum Landkreis Stadtroda, danach endgültig zu Jena als Vorort Jena-Lobeda (seit 1998 Lobeda-Altstadt).

### Vorgeschichte und Stadtgründung, Urpfarrei
Anhaltspunkt für eine frühe Besiedlung sind Funde im Flurstück Steinchen (östlicher Teil des ehemaligen Schlossparkes) aus dem Jahr 1928, die der jüngeren Bronzezeit (um 1000 v. Chr.) zugeordnet wurden.
1936 wurden in der Arperschen Kiesgrube Gräber vom 3. bis 4. Jahrhundert freigelegt und 1965 bei der Erschließung von Neulobeda Gräber der Schnurkeramik (um 2500 v. Chr.) angeschnitten.
Diese Funde belegen, dass Lobeda und seine Umgebung mindestens temporär bereits frühzeitig besiedelt waren.
Des Weiteren ist der Johannisberg für die Besiedlung Lobedas von Bedeutung. Dort befinden sich die Reste zweier bedeutender Befestigungen aus der späten Bronzezeit und dem frühen Mittelalter. Letztere wird sowohl als slawische als auch als fränkische Anlage interpretiert, die angeblich 937 mit der Entstehung der Burg Kirchberg bei Jena ihre Bedeutung verlor.
Möglicherweise setzte die Besiedlung des Lobedaer Kirchberges danach ein und der Ort und die Urpfarrei Lobeda entstanden.
Weniger in Frage steht, dass die Urpfarrei Lobeda bereits im 10. Jahrhundert existierte. Dafür sprechen das 1228 in einer Papsturkunde genannte große Territorium dieser Urpfarrei, das die Filialen Ammerbach, Schlöben, Jägersdorf und Gleina (Schöngleina, das untergegangene Dorf Gleina beim heutigen Vorwerk Cospoth nahe Oßmaritz) sowie eine Kapelle Kirchberg einschloss sowie die vielen im weiten Umkreis verstreuten zinspflichtigen Orte, die wie Rothenstein zum Teil sehr viel früher urkundlich belegt sind.
Ein weiterer Aspekt war die Einrichtung eines Dekanats Lobeda innerhalb des Archidiakonats der Dompropstei Naumburg, das neben den beiden anderen Dekanaten Schkölen und Teuchern bis zur Reformation bestand. Allerdings ist der oft zitierte Schluss, dass die Kirche von Lobeda die zweite Basilika des Burgwards Kirchberg und die zugehörige Stadt Lobeda war (in einer Urkunde Ottos II. von 976: in Chirihberg basilicas duas cum villa) nicht belegbar.
Der Name Lobeda tauchte erstmals mit der Nennung von „Adalbert von Lovethe“ 1156 in einer Urkunde Albrechts des Bären auf. Er war ein Vasall des Grafen von Weimar-Orlamünde, was deutlich zeigt, dass die Flur Lobeda nicht ausschließlich in einer Hand war. Ebenfalls bedeutend ist die Nennung des Pfarrers „Hugo von Lobeda“ ab 1213 in zahlreichen Urkunden.
Im Jahr 1284 wurde Lobeda erstmals als Stadt genannt: „… Otto und Hartmann, die Herren von Lodeburch, … dass wir einen Hof, gelegen ganz am Ende der Gasse der Stadt Lobede, die in Richtung Pennicke auf dem oberen Weg führt, … dem Nonnenkloster in Butitz zu eigen gegeben haben, …“ Diese Formulierung legt die Vermutung nahe, dass Lobeda deutlich vor 1284 Stadt geworden war. Für ein genaues Datum fehlen jedoch die Belege.
Auch die Herkunft des Namens Lobeda liegt im Dunklen. Einige Historiker versuchen eine Ableitung von louba (Waldgebirge, wahrscheinlich auf die Wöllmisse bezogen), andere glauben, dass das Adelsgeschlecht von Auhausen, das sich seit 1166 von Lobdeburg nannte, den Namen von ihrem früheren Stammsitz, der Ladenburg am Neckar, ableitete. Dies ist allerdings unwahrscheinlich, da die Stadt dann auch Lobdeburg heißen und der die vorstädtische Siedlung vor 1166 einen anderen Namen getragen haben müsste.
Das Adelsgeschlecht derer von Auhausen tauchte in der Region Lobeda erstmals 1133 in einer Urkunde auf.
Ab 1166 nannte sich dieses Geschlecht Herren von Lobdeburg. In diese Zeit fiel auch der Bau der Lobdeburg als Burg und Sitz, was für 1186 belegt ist. Die Lobdeburger traten als Kolonisatoren im Ostthüringer Raum auf und gründeten die Städte Jena und Lobeda sowie weitere Orte und das Kloster Roda. Lobeda wurde als planmäßige Stadt angelegt. Wahrscheinlich erfolgte die Stadtgründung Lobeda, damit die Lobdeburger ihre Herrschaft neben Jena mit einer weiteren Stadt aufwerten und Handwerker und Bedienstete am Fuße der Lobdeburg ansiedeln konnten.

### Die Entwicklung der selbständigen Stadt Lobeda bis 1870
Im 14. Jahrhundert stritten sich die Grafen von Schwarzburg und das Haus Wettin um die Vorherrschaft an der mittleren Saale. Lobeda gehörte zeitweise den Schwarzburgern und ab 1358 den Wettinern. Letztere verwalteten die Region zunächst vom Amt Burgau aus, das 1478 mit Jena zum Doppelamt Jena-Burgau vergrößert wurde. 1407 lässt sich die erste Stadtsatzung nachweisen, aber erst 1593 sind zwei und 1699 vier Jahrmärkte benannt.
Lobeda entwickelte sich als Ackerbürgerstadt, in der über Jahrhunderte der Weinbau dominierte. Für die erste Hälfte des 15. Jahrhunderts ist das älteste Bürgerverzeichnis der Stadt überliefert. 1436 und um 1470 entstanden zwei Freihöfe (Küchenhof und das spätere Schloss). Diese abgabefreien Höfe und deren Besitzer, insbesondere die Adelsfamilien von Thüna und Pusters erhielten ihre Privilegien vom Landesherrn und lagen damit im ständigen Streit mit der Stadt und deren Rechten. Ab 1471 siedelte sich die Familie von Lunderstedt an und gründete das Haus Lobeda als Vorläufer des heutigen Schlosses. Bis in die 1990er Jahre bestand die Lehrmeinung, das heutige Schloss am Rande des historischen Stadtkernes sei mit der früheren Unteren Lobdeburg gleichzusetzen, die neben der heutigen Lobdeburgruine und einer sogenannten oberen Lobdeburg, von der sich fast nichts erhalten hat, existierte. Fritzsche vermutete diese untere Lobdeburg ebenfalls im Stadtbereich, aber unterhalb des heutigen Rathausplatzes. Marckwardt konnte jedoch 2010 ziemlich überzeugend zeigen, dass es im Stadtgebiet Lobeda nie eine Untere Lobdeburg gegeben hat und die oft genannte Unterburg mit der heutigen Ruine gleichzusetzen ist.
Im April/Mai 1525 kam es in Lobeda und Umgebung zu einem Bauernaufruhr, der sich vor allem gegen die Adelsfamilie der Puster richtete, und blutig niedergeschlagen wurde. 1525 fand die Reformation statt und ab 1529 sind evangelische Pfarrer in Lobeda nachweisbar. Spätestens seit der Reformation gab es eine Stadtschule im Ort, ab 1684 je eine Knaben- und Mädchenschule. Seit etwa 1810 existierte auch eine Handarbeitsschule.
Lobeda wurde im Sächsischen Bruderkrieg (1446–1451) stark zerstört, insbesondere die Kirche, und häufig von Stadtbränden heimgesucht (z. B. 1568, 1640, 1653, 1780, 1781). Dabei brannte 1640 u. a. das Rathaus mit dem Stadtarchiv nieder. Diese Ereignisse bewirkten, dass sich bereits 1717 eine „Lobedaer Spritzenmannschaft“ konstituierte, aus der sich später die Freiwillige Feuerwehr entwickelte.
Der Dreißigjährige Krieg, der Brand von 1640 sowie Pestepidemien 1626 und 1636 brachten das städtische Leben und seine Haupterwerbsquelle, den Weinbau, fast völlig zum Erliegen. Langsam – erst ab etwa 1680 – erholte sich die Stadt wieder. Der Aufschwung von Lobeda begründete sich auch dadurch, dass die Stadt an der Handelsstraße Nürnberg – Burgau – Lobeda – Drackendorf – Leipzig lag. Die bis 1744 in der heutigen Gestalt erbaute Alte Saalebrücke Burgau begünstigte das Erblühen der Fuhrmannsgasthöfe Schwarzer Adler und Zum Bären. Letztmals litt Lobeda 1806 kurzzeitig direkt unter Kriegsereignissen (Durchzug der napoleonischen Truppen).
Die Kriege des 19. und 20. Jahrhunderts berührten Lobeda nur mittelbar. Im Krieg 1870/71 gegen Frankreich gab es nur einen gefallenen Soldaten. Der Erste Weltkrieg forderte einen vergleichsweise hohen Blutzoll mit 40 Gefallenen, für die erst 1928 ein Denkmal auf dem städtischen Friedhof eingeweiht wurde. An die viel zahlreicheren Opfer des Zweiten Weltkrieges erinnert das gleiche Mahnmal.
Ab 1809 etablierte sich das Vereinswesen, zunächst mit der Bürgergartengesellschaft und zeitgleich dem Schützenverein Lobeda e. V., die beide bis 1945 aktiv waren. Ihnen folgten 1847 die „Liedertafel“ Lobeda e. V, aus der der Volkschor Lobeda 1847 e. V. entstand, und 1853 der Burschenverein „Bäronia“. 1861 wurde der Turnverein Lobeda e. V. gegründet und ab 1897 gab es mehrere Verschönerungsvereine, aus denen sich die Lobdeburg-Gemeinde e. V. 1912 herausbildete. Diverse Kleingärtner-, Kleintierzüchter-, Sport- und Gesangsvereine ergänzten das Vereinsleben.
Nach dem Untergang des Weinbaus etablierte sich mehr und mehr das Handwerk. Die nachstehend genannten Innungen mit ihren Ersterwähnungen im Archiv belegen das:
- Innungsordnung der Schmiede und Wagner von 1667.
- Innungs- und Handwerksarticul des Böttgerhandwerks 1668.
- Fleischhauer-Innungsartikel, ab 1668.
- Errichtung einer Maurer- und Steinmetz-Zunft 1682.
- Innungsordnung der Schneider-Zunft, 1694.
- Innungsartikel des Bäcker-Handwerks 1704, 1745.
- Innungsartikel der Schumacher 1720.
- Innungsartikel der Zeugmacher, Barchent- und Leineweber 1723.
- Innungsartikel für die Strumpfwirker 1727.

Besonders erwähnenswert sind die Innungen der Strumpfwirker und Fleischer. 1751 gab es in Lobeda 38 Strumpffabrikanten und zahlreiche Gesellen, 1783 bereits 103 Strumpfwirkermeister und Gesellen mit 120 Wirkstühlen. Die Arbeit war hart und sehr reglementiert, so dass es 1781 zu einem Aufstand der Strumpfwirkergesellen kam. 1841 erfolgte eine generelle Reorganisation des Strumpfwirkerhandwerks im Großherzogtum Sachsen-Weimar-Eisenach, in deren Folge sich die Zunft in Lobeda 1863 auflöste. Bereits 1858 waren es nur noch 19 Meister und Gesellen.
Die Fleischer in Lobeda, die einst ihre Ware nur auf den Fleischbänken im Durchgang des Lobedaer Rathause verkaufen durften, bildeten eine Innung, die seit 1496 und nochmals 1587 bestätigt, ihre Wirkung weit über die Stadtgrenzen hinaus ausdehnen konnte. Den Lobedaer Fleischern war es fortan erlaubt, in Jena auf dem Markt ihre Fleischwaren anzubieten. In den Jahren 1784/85 deckten sie immerhin ein Drittel des Fleischbedarfes der Stadt Jena, bei Kalbfleisch betrug der Anteil sogar fast 45 Prozent. Dieses Recht war allerdings an die Pflicht gebunden, dass dienstags und sonnabends am Jenaer Markt wenigstens ein Lobedaer Fleischer anwesend sein musste. Das galt noch bis ins 20. Jahrhundert, weil ein mutiger Fleischer aus Lobeda bei Hochwasser im Februar 1909 die Rechte der Lobedaer Fleischer rettete. Noch 1925 waren fünf Fleischermeister mit sieben Gesellen verzeichnet.
Eine Einwohnerliste aus dem Jahr 1858 gibt genaue Auskunft über die Verteilung wichtiger Handwerke im 19. Jahrhundert: An erster Stelle standen immer noch die Landwirte (24), gefolgt von den Schuhmachern (19), Strumpfwirkern (18), Fleischern (16), Maurern (14), und Schneidern (12).

### Die Entwicklung 1871–1945

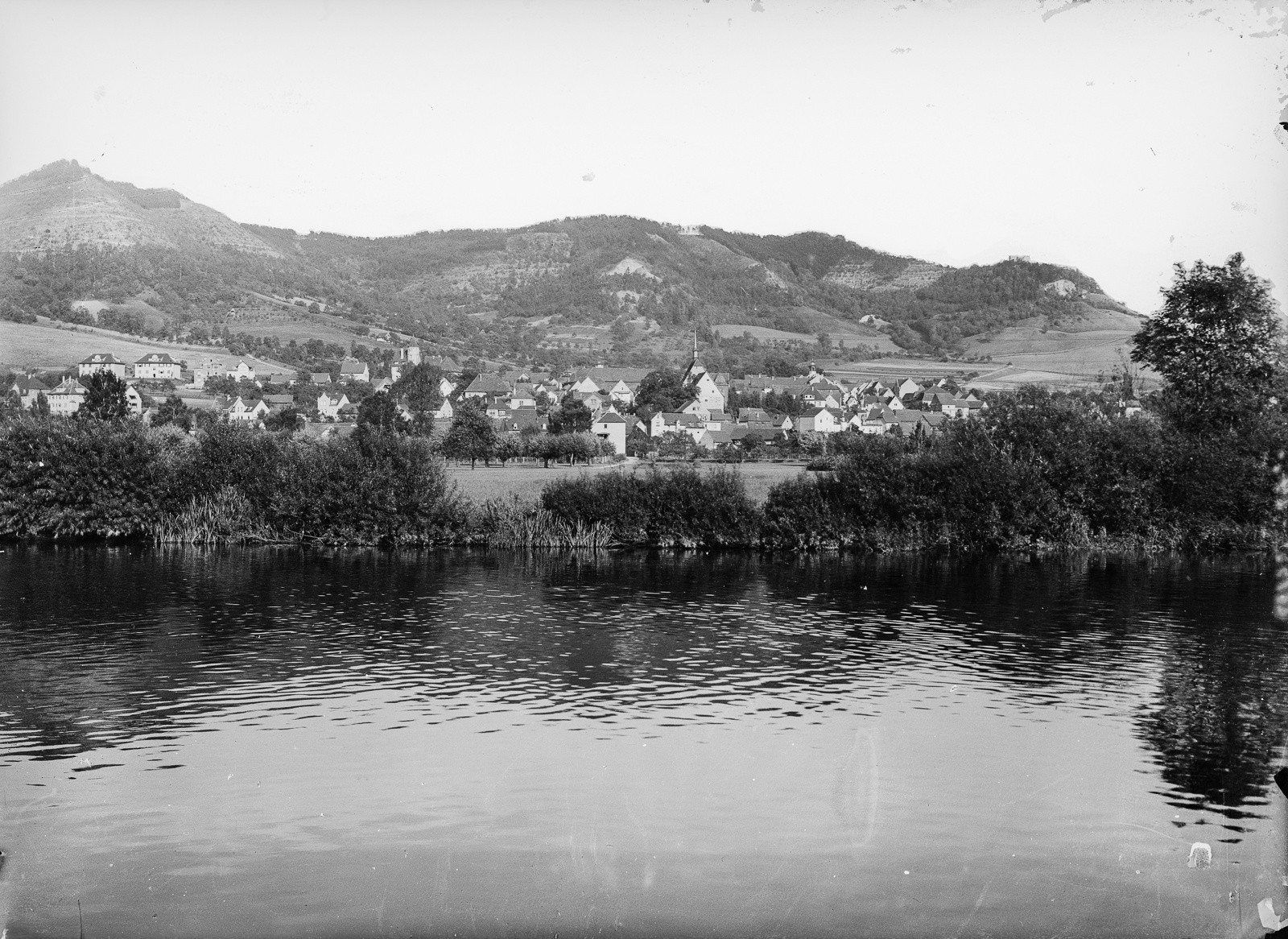
Blick über die Saale auf Lobeda und die Ruine der Lobdeburg (1925)

Bereits 1887 ließ Lobeda, nur neun Jahre nach der Stadt Jena, eine Hochdruckwasserleitung mit 12 Laufbrunnen und 62 Hausanschlüssen bauen. 1908 wurde Lobeda an das Stromnetz angeschlossen. Im gleichen Jahr erhielt Lobeda eine Straßenbahnverbindung nach Jena, vorerst nur ab Endhaltestelle Burgauer Brückenkopf der Saalebrücke. 1925 wurden in Lodeda das bis 1947 bestehende Saale-Flussbad und um 1930 der Sportplatz Rote Erde in der Saaleaue gebaut.
Ab 1922 erlebte Lobeda einen bedeutenden Aufschwung im Fremdenverkehr. Anlass waren eine Sanierung des Schlosskomplexes zwischen 1912 und 1916 sowie der Kauf des Schlosses durch den Deutschnationalen Handlungsgehilfen-Verband. Dieser eröffnete im Schloss 1922 eine Jugendburg der Kaufmannsjugend sowie eine Jugendherberge, die eine sehr große Zahl Fremde in die Stadt führte. Lobeda wurde in den 1920er Jahren als Kongressstadt und als Treffpunkt der Wander- und Singebewegung deutschlandweit bekannt. Das führte dazu, dass bereits 1929 ein Fremdenverkehrsverband gegründet wurde und die Stadt davon träumte, Luftkurort zu werden. Diese Entwicklung wurde 1933 unterbrochen und neu orientiert, indem die Gauführerschule II im Schloss Einzug hielt. Sie wurde später durch diverse andere NS-Schulen ergänzt.

Bau der neuen Burgauer Saalebrücke (ca. 1933)

Der regionale Straßenverkehr zwischen Jena und Stadtroda führte über Winzerla, Burgau und die alte Burgauer Saalebrücke sowie durch den Ortskern von Lobeda. Am 20. November 1934 wurde die alte Brücke durch eine neue an der Burgauer Ortslage Im Wehrigt ersetzt und zugleich die Straßenbahnverbindung von Jenas Innenstadt über Winzerla und über die erwähnte neue Brücke bis in die Jenaische Straße in Lobeda verlängert. Die kürzeste Verbindung zwischen Lobeda und der Jenaer Innenstadt befand sich zu dieser Zeit aber rechts der Saale (Wöllnitzer Straße).

### Die Entwicklung nach 1946: Vom Vorort zum Ortsteil der Stadt Jena

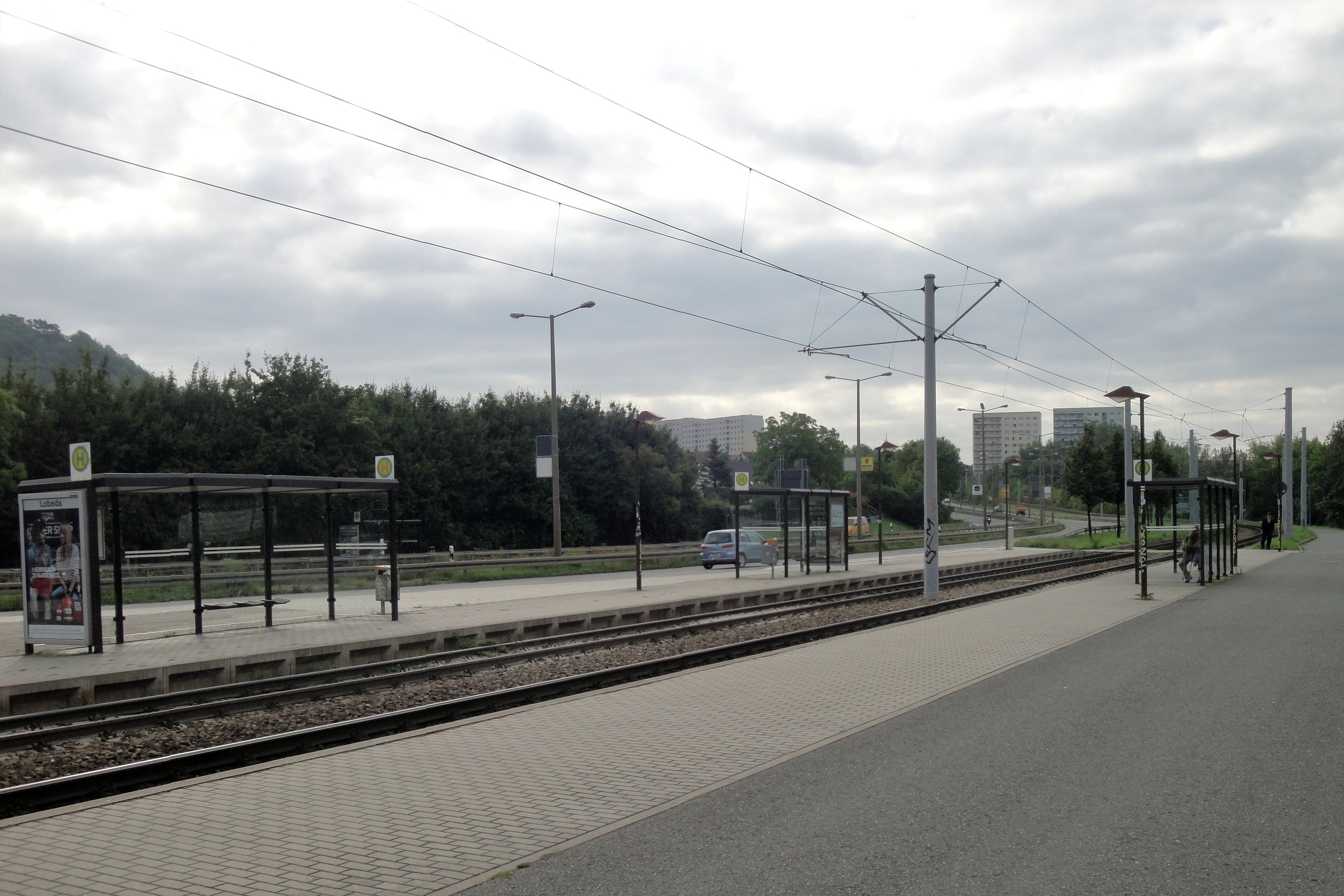
Bauten des 20. Jahrhunderts nahe Lobeda: „Schnellstraße“, Straßenbahn, Plattenbau-Häuser von Neulobeda

Die Stadt Lobeda war jahrhundertelang stolz auf ihre Selbstständigkeit und Unabhängigkeit. Aus politischen Gründen wurde sie 1922 gegen den Willen der Bürger nach Jena eingemeindet und nur zwei Jahre später aufgrund veränderter politischer Verhältnisse durch die Stadt Jena wieder ausgegliedert. Nach dem Zweiten Weltkrieg war die Zeit reif für neue Strukturen und die erneute Eingemeindung nach Jena am 1. April 1946. Diesmal sprach sich der kommunale Beirat Lobeda eindeutig für die Eingemeindung aus. Kommunalpolitische und wirtschaftliche Gründe waren ausschlaggebend.
1966 begann der Bau einer Umgehungsstraße von der heutigen Bundesautobahn 4 über Wöllnitz nach Jena. Die Fertigstellung dieser lokal als „Schnellstraße“ bezeichneten Strecke entlastete die Straße von Winzerla nach Lobeda sowie die weiter östlich gelegene Wöllnitzer Straße vom Verkehr zwischen der Jenaer Innenstadt und Lobeda.
1967 wurde die Straßenbahnverbindung zwischen der Jenaer Innenstadt über Winzerla und Burgau nach Lobeda eingestellt, die Endhaltestelle befand sich nun in Winzerla. Die Pläne für eine neue Straßenbahntrasse wurden zwar veröffentlicht, aber der Baubeginn wurde nie konkret.
Die Nähe zu dem in Plattenbauweise errichteten Neubaugebiet Neulobeda ab etwa 1970 ließ das alte Lobeda immer mehr in den Hintergrund treten. Handwerk und Handel gingen kontinuierlich zurück. Allein die noch vorhandene Gastronomie konnte sich bis 1989 erfolgreich behaupten. Nach der politischen Wende brauchte die ehemalige Stadt Lobeda etwa zehn Jahre, um sich neben Neulobeda wieder ihren Platz zu erkämpfen. Aufgrund der Attraktivität der historisch gewachsenen Strukturen wuchs die Einwohnerzahl wieder, die alte Bausubstanz wurde saniert, viele neue Wohnhäuser wurden errichtet. Lobeda-Altstadt ist ein beliebtes Wohngebiet innerhalb der Stadt Jena.
Das Vereinsleben ordnete sich nach 1989 neu: Es dominieren die Lobdeburg-Gemeinde e. V.1912, der Lobedaer Carnevalsclub LCC 59 e. V, der Feuerwehrverein Lobeda e. V. sowie der 2005 gegründete Förderverein Bären Lobeda e. V, der sich die Sanierung und Nutzung des Hauses Zum Bären zum Ziel gesetzt hat.
Seit dem 25. Mai 1998 ist die Ortschaft Jena-Lobeda ein Ortsteil von Jena. Die Einwohner dürfen als Interessenvertretung einen Ortsteilrat und einen Ortsteilbürgermeister wählen.

### Einwohnerentwicklung
Das älteste Einwohnerverzeichnis von Lobeda gilt für den Zeitraum 1421 bis 1425. Über die weitere Entwicklung der Bevölkerung liegen in diversen Akten (Stadtarchiv, Pfarrarchiv, Handbücher) zahlreiche Daten vor. Die grafische Darstellung zeigt, dass die Einwohnerzahl im Laufe der Jahrhunderte deutlich anstieg. Auffällig sind zwei Unstetigkeiten, eine durch den Dreißigjährigen Krieg und die Pestepidemien um 1626/1636 bedingt, die andere durch die Kriegsverluste im Ersten Weltkrieg. Eine verheerende Hungersnot 1771 mit 80 Toten wird durch eine Datenlücke nicht sichtbar. Der Einfluss des Zweiten Weltkriegs ist in der Grafik ebenfalls nicht erkennbar, da die Kriegsverluste durch Vertriebene aus den ehemaligen deutschen Ostgebieten kompensiert wurden.
Lobeda-Altstadt hat gegenwärtig (Stichtag 31. Dezember 2011) 1901 Einwohner.

## Die Symbole der Stadt Lobeda

### Stadtsiegel

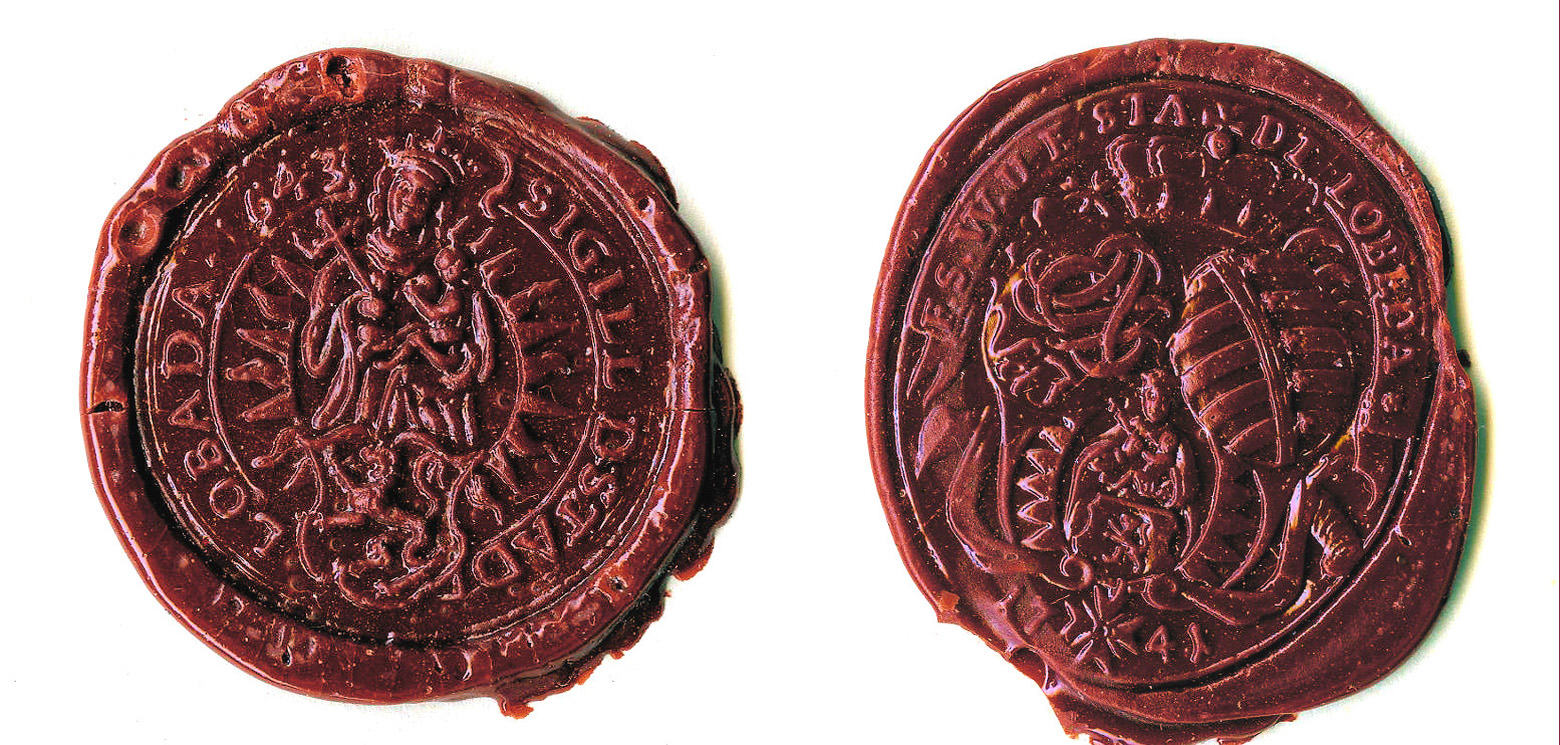
Siegelabdruck von 1643 und 1741

Vermutlich sind die ersten Siegel in Lobeda bald nach der Übernahme der Stadt durch die Schwarzburger oder Wettiner im 14. Jahrhundert entstanden. Jedenfalls stammt das erste bekannte Stadtsiegel aus dem Jahr 1404. Der Stadtbrand 1640 hat nicht nur das Rathaus vernichtet, sondern offenbar auch die Siegel. Spätere Siegel zeigen eine Madonna mit dem Jesuskind im linken Arm und einer Lilie in der rechten Hand. Darunter befindet sich ein Schild mit dem Löwen. 1643 lautete die Umschrift: „SIGILL D STADT LOBADA“ 1643. Eine Deutung dieses Stadtsiegels konnte bisher nicht gefunden werden. Auffällig ist ein weiteres Siegel von 1741, das außer der bekannten Madonna links oben das Monogramm des Landesherrn „Dux Saxioniae Ernst August“ (1688–1748), rechts oben das sächsische Wappen mit der berühmten Raute und darüber eine Krone zeigt. Die Siegelumschrift lautet: „F.S.W.U.E.“ (Fürstentum Sachsen Weimar und Eisenach) „STA – DT LOBEDA“.

### Stadtwappen

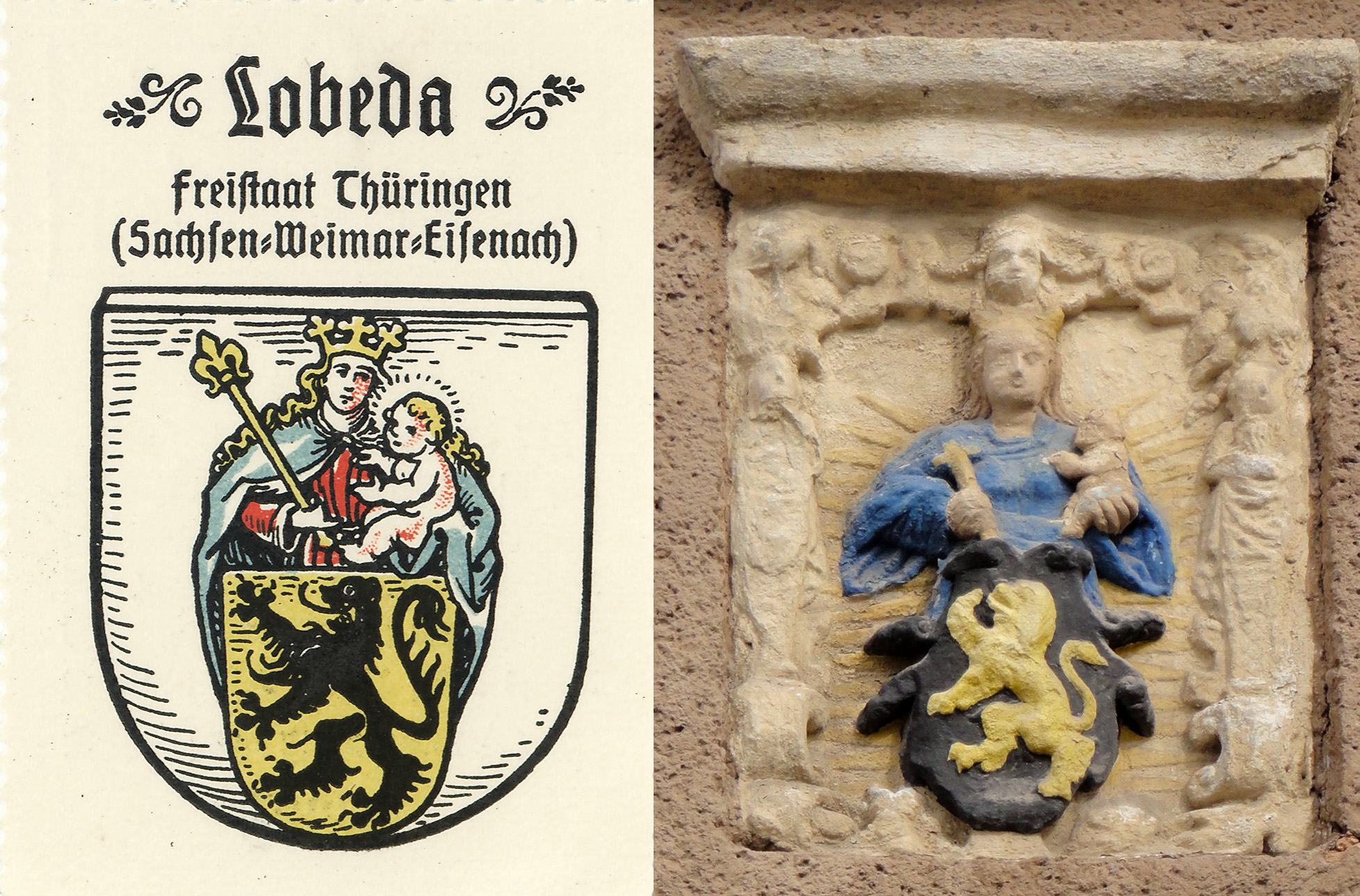
Stadtwappen Kaffee-HAG-Marke (1925) und Barockrelief am Rathaus

An der Außenfassade des 1684 bis 1687 gebauten Rathauses befindet sich ein in Stein gemeißeltes Stadtwappen mit barocken Formen. Seine genaue Entstehung ist unbekannt, seine Formgebung passt aber zur Bauzeit des Rathauses. Das heutige Aussehen dieses Stadtwappens zeigt neben der Madonna mit dem Christuskind einen goldenen Löwen auf schwarzem Grunde. Im Unterschied dazu weist das bekannte Stadtwappen der Kaffee-HAG-Sammelmarken (1913–1938) von Otto Hupp aus dem Jahr 1925 (linke Abbildung) einen schwarzen Löwen auf goldenem Grund auf. Die unterschiedlichen Interpretationen weisen entweder auf einen Meißner Löwen (schwarz auf goldenen Grund) oder einen Schwarzburger Löwen (golden auf blauem Grund) hin.

### Stadtfarben, Stadtfahne

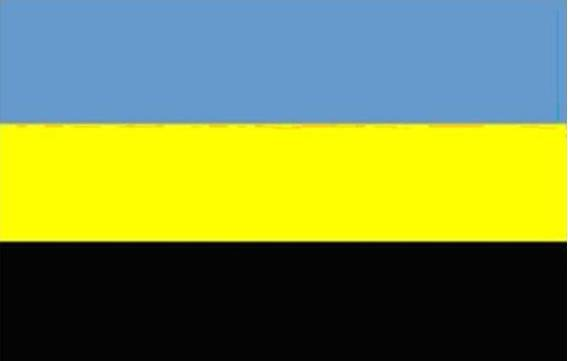
Stadtfarben Lobeda

Die Stadtfahne leitet sich gewöhnlich aus den Farben des Stadtwappens ab. Sie sind für die Stadt Lobeda Blau-Gelb-Schwarz.
Die Lobedaer Stadtsymbole haben mit der Eingemeindung nach Jena im Jahr 1946 ihre offizielle Bedeutung verloren. Sie werden nur noch gelegentlich bei Jubiläen oder Festen der Ortschaft benutzt, wie zum Beispiel bei Umzügen oder als Bezug bei der Wahl von Vereinssymbolen.

## Kultur- und Sehenswürdigkeiten

### Kirche (Stadtkirche, Peterskirche)

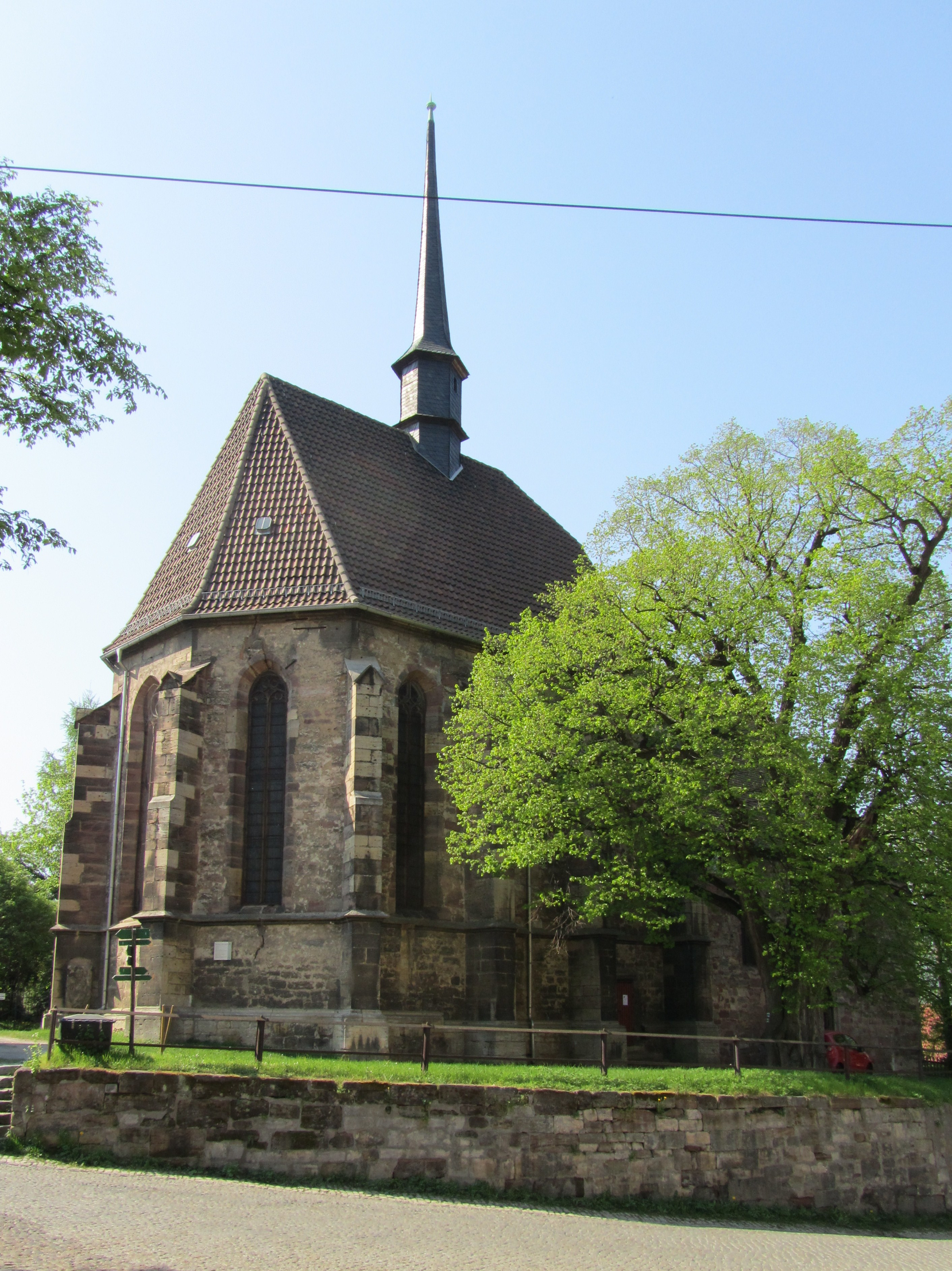
Die Peters-Kirche von Lobeda

Indizien deuten darauf hin, dass bereits vor 968 (Gründung des Bistums Zeitz) eine sogenannte Urpfarrei in Lobeda bestand. Im Jahr 1228 wurde eine Peterskirche in Lobeda genannt. Es handelte sich um einen Vorgängerbau der heutigen Kirche. Im Sächsischen Bruderkrieg (1446–1451) wurde diese Kirche zerstört. Der Wiederaufbau des Langhauses erfolgte um 1489 und um 1500 wurde der gotische Chor errichtet. Im Jahre 1525 wurde in Lobeda die Reformation eingeführt. Als wahrscheinlich erster evangelischer Pfarrer ist Lorentz Schaller nachgewiesen. Weitere Stationen sind: 1556 Einbau einer Steinkanzel durch Nikolaus Theiner; 1749/1750 Einwölbung des Langhauses, Renovierung der Kirche, Einbau von Doppelemporen und der Orgelempore mit der Scherff-Orgel; 1868 Ummauerung des Glockenturmes; 1906 umfangreiche Restaurierung des Kircheninneren; 1965 bis 1967 letzte große Renovierung mit Freilegung von Decken- und Wandmalereien eines unbekannten Meisters von circa 1490.

### Pfarrhaus
Die erste Nennung eines Pfarrhauses erfolgte 1284 im Zusammenhang mit der Urkunde der Ersterwähnung der Stadt Lobeda. Von 1694 stammt der älteste Nachweis des heutigen Pfarrhauses im Kellergewölbe. Um 1818/1819 wurde das Pfarrhaus zum Ort der Liebesromanze zwischen der Pfarrerstochter Friederike Schmidt und dem slowakischen Dichter Ján Kollár, den sie erst 1835 heiraten konnte. Dazu gibt es eine Erinnerungstafel am Pfarrhaus und einen Gedenkstein gegenüber der Peterskirche. 1984 erfolgte die letzte Renovierung mit Nachbildung des Fachwerkes.

### Rathaus

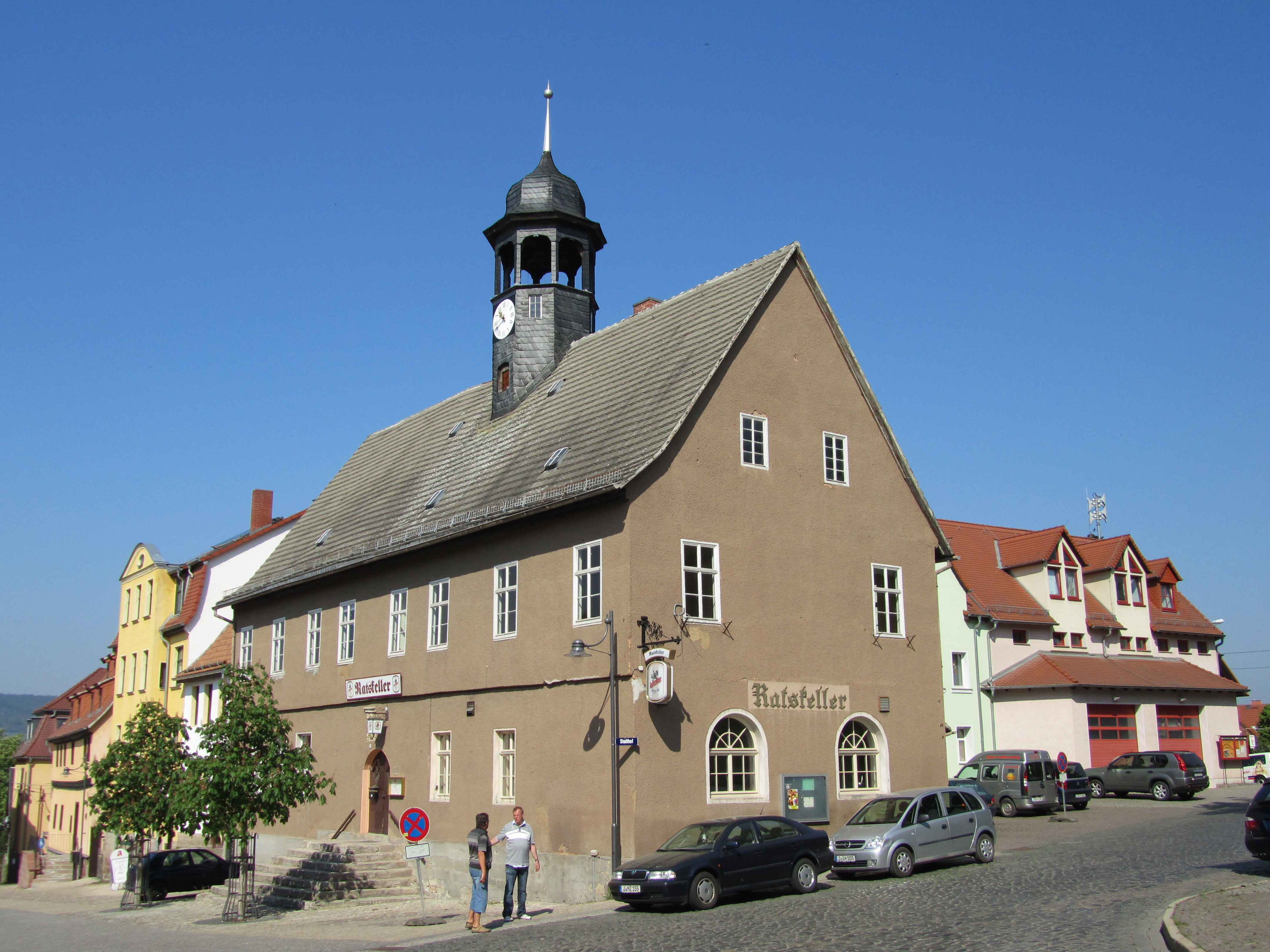
Rathaus, ca. 100 m oberhalb der Peters-Kirche

Im Dreißigjährigen Krieg zündeten einquartierte französische Soldaten 1640 durch leichtfertigen Umgang mit Feuer die halbe Stadt an. Auch das Rathaus mit dem Ratsarchiv wurde ein Raub der Flammen. 1684 bis 1687 wurde das heutige Rathaus mit dem Turm erbaut. Es diente als Bürgermeisteramt, Polizeistation, Gefängnis, Gerichtsort und beherbergt eine Gaststätte. Mit der Eingemeindung der Stadt Lobeda 1946 nach Jena verlor das Rathaus seine historische Funktion. Seit 2012 wird das Rathaus saniert.

### Marktbrunnen
Der heutige Marktbrunnen wurde 1847 von der Lobedaer Stadtgemeinde errichtet. Er war einer der öffentlichen Brunnen zur Wasserversorgung und wurde bis ins 20. Jahrhundert von den Bornbergquellen gespeist. Er ist der älteste erhaltene Brunnen Jenas mit einem gusseisernen Wasserbecken. Mit dem Bau der öffentlichen Wasserleitung um 1887 blieb er als repräsentativer Brunnen erhalten, es wurden insgesamt 6 weitere Schöpfbrunnen aufgestellt. Nach 1960 wurde der Marktbrunnen als vermeintliches Verkehrshindernis abgebaut. Das gusseiserne Wasserbecken überdauerte die Jahre in einer Gärtnerei. 2005 brachte die wiedergefundene Säulenplatte mit der Inschrift „Lobeda 1847“ die Sanierung ins Rollen. Am 5. Mai 2009 wurde der erneuerte Marktbrunnen wieder eingeweiht.

### Schloss Lobeda

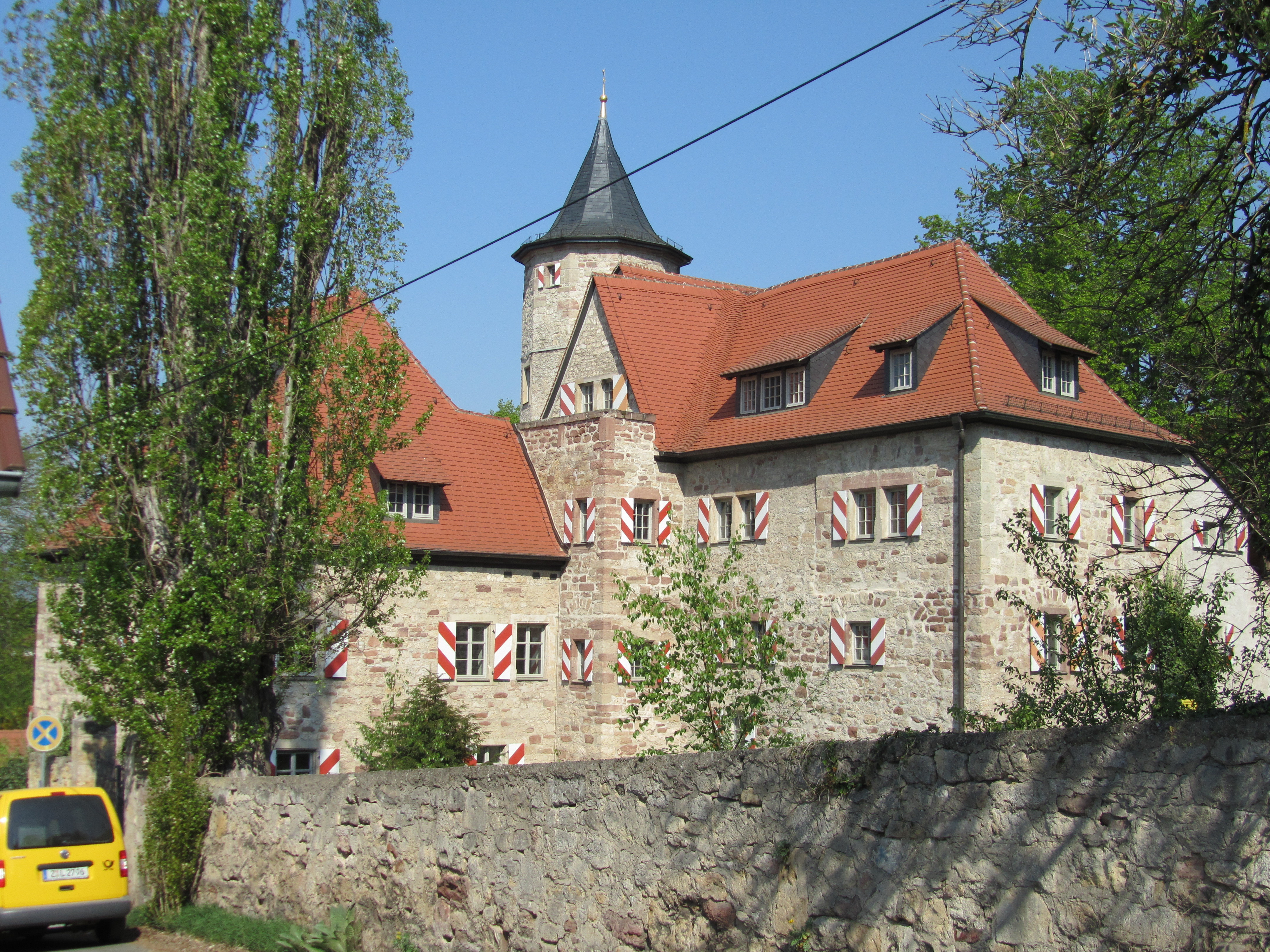
Das Schloss in Lobeda

Der Vorläufer des heutigen Schlosses entstand wahrscheinlich erst um 1480, als Herzog Wilhelm von Sachsen den ehemaligen Berg- und Stadtgerichtsschreiber von Schneeberg, Friedrich von Lunderstedt, mit diesem Grundstück belehnte. Dieser baute einen Freihof mit drei Hauptgebäuden und einem Innenhof. In den folgenden Jahrhunderten wechselten die Besitzer häufig. 1868 richtete Friedrich Knorr eine Brauerei ein, die ab 1892 die Familie Busch bis 1912 weiterführte. Das Schloss wurde zunehmend baufällig. 1912 kaufte der Pfarrer Nonne die Anlage und begann eine Sanierung. 1922 ging sie in den Besitz des Deutschnationalen Handlungsgehilfen-Verbandes über und wurde zu einem Altersheim und zur Jugendburg ausgebaut. Auffällig sind seitdem die Erweiterungsbauten (Internatsgebäude von 1928 und Lektionsgebäude von 1934). Ab 1933 wurde die Anlage in diverse NS-Schulen u. a. Reichsführerschule umgewandelt. Nach 1945 beherbergte sie eine Gewerkschafts-Schule für Arbeitsschutz des FDGB. Zwischen 1992 und 1995 erfolgte eine Sanierung. Nach einer weiteren Schulepisode (EURO-Schulen Jena) bis 2005 wurde das Schloss 2011 versteigert. Ab 2012 erfolgte der Umbau zu einer Wohnanlage.

### Gut Lobeda
Lobeda besaß im späten Mittelalter zwei Freihöfe: den Freihof auf dem heutigen Schlossgelände und einen Hof in der Ortslage. Letzterer ist durch seinen zeitweisen Besitzer, den Freiherrn Ehrenfried von Ende aufgrund seines Titels „Küchenmeister“ als Küchenhof in die Geschichte eingegangen. Das heutige Lobedaer Gut ist aus dem Küchenhof hervorgegangen. Von den vielen Besitzern seien genannt: Ab 1860 Thierbach, der es in Rittergut Lobeda umbenannte, und ab 1916 die Carl-Zeiss-Stiftung, die es mit den Gütern Burgau und Cospoth gemeinsam als landwirtschaftliche Domäne bis in die 1960er Jahre betrieb. Später nutzte der VEB Carl Zeiss Jena die Gutsräume zur Montage und Justierung von Bussolen und die Firma Nierbauer (Batteriedienst) die ehemaligen Stallungen. Inzwischen befinden sich im Gut Büroräume und Wohnungen.

### Gasthof Schwarzer Adler
Das Gebäude stammt laut dendrochronologischer Untersuchungen aus der Zeit um 1612. Dieser älteste Lobedaer Gasthof mit Ausspanne (ehemals Unterer Gasthof) lag an der durch Lobeda führenden Handelsstraße Nürnberg – Leipzig. Im 17. und 18. Jahrhundert war er der Kirche zins- und lehenspflichtig. Von 1711 bis 1835 besaß der Schwarze Adler auch die Gastrechte des oberen Gasthofes zur weißen Ente. Seit 1843 ist der Schwarze Adler im Besitz der Familie Beerbaum und wurde bis ins 20. Jahrhundert als Gasthof mit gemischter Nutzung mit Gast- und Landwirtschaft betrieben.

### Kurhaus/Kulturhaus/Haus Zum Bären

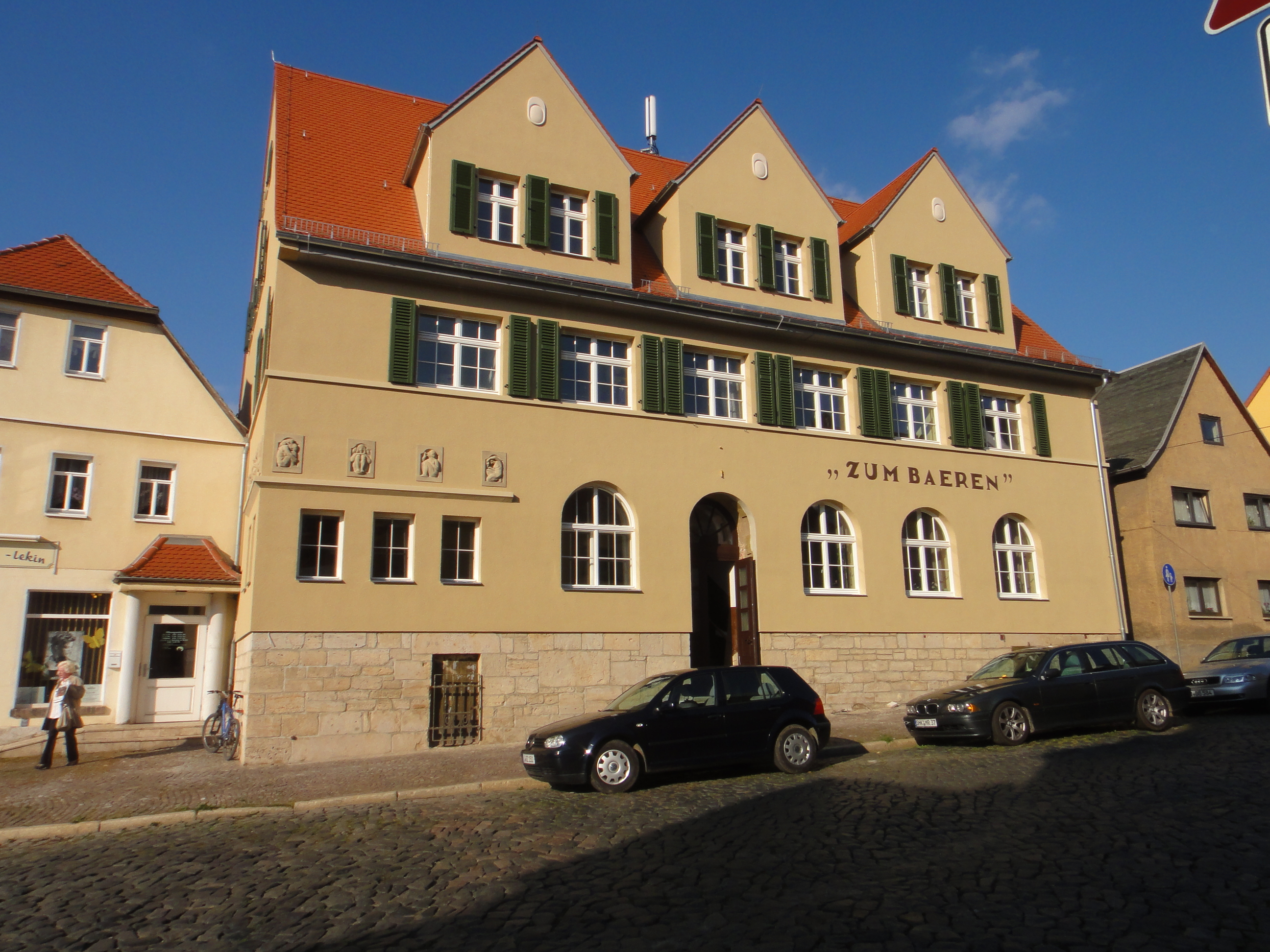
Haus Zum Bären

Seit 1736 ist am Markt eine Gastwirtschaft Zum schwartzen Bären beurkundet, da in diesem Jahr Herzog Wilhelm Heinrich das Gast- und Schankrecht vergab. Der Gasthof Zum Bären fungierte als Fuhrmanns-Gasthof. Er lag direkt an der Handelsstraße Nürnberg – Leipzig. 1913 wurde das Gebäude baufällig und innerhalb kürzester Zeit neu errichtet. Bis auf eine Saalerweiterung sowie kleineren Anbauten entspricht der Neubau dem noch vorhandenen Gebäude. In den 1920er und 1930er Jahren war das damalige Kurhaus Zum Bären das erste Haus am Platze mit Hotelbetrieb, großem Saal für gepflegte Tanzveranstaltungen sowie Gast- und Vereinsräumen. 1953 erfolgte eine Renovierung, das straßenseitige Gebäude wurde Lehrlingswohnheim und der Saal Kulturhaus mit separatem Zugang. Nach der Wende erwies sich die Bausubstanz als marode und die Zukunft des Hauses war ungewiss. Daher gründete sich 2005 der Förderverein Bären Lobeda e. V. und erwarb ein Erbbaurecht an dem Gebäude. Von 2009 bis 2017 wurde es saniert. Ziel war die Schaffung eines zentralen Gebäudes für Großveranstaltungen, Vereinstätigkeit, Familienfeiern, Stammtische und vieles mehr.

### Wohnhaus der Susanne Bohl
Susanne Bohl (1738–1806) ging als Gattin des Lobedaer Bürgermeisters Justinus Bohl in die Literaturgeschichte ein. Anlass war das 1782 geschriebene Spottgedicht Winde und Männer, das sie am Weimarer Hof bekannt machte. Später betrieb sie einen literarischen Zirkel und zog mit ihrem Intellekt, ihrem liebenswerten Charakter und ihrer Kochkunst viele Literaturfreunde an. Auch Goethe und Schiller waren bei Bohl zu Gast.

### Dobermannsches Wohnhaus

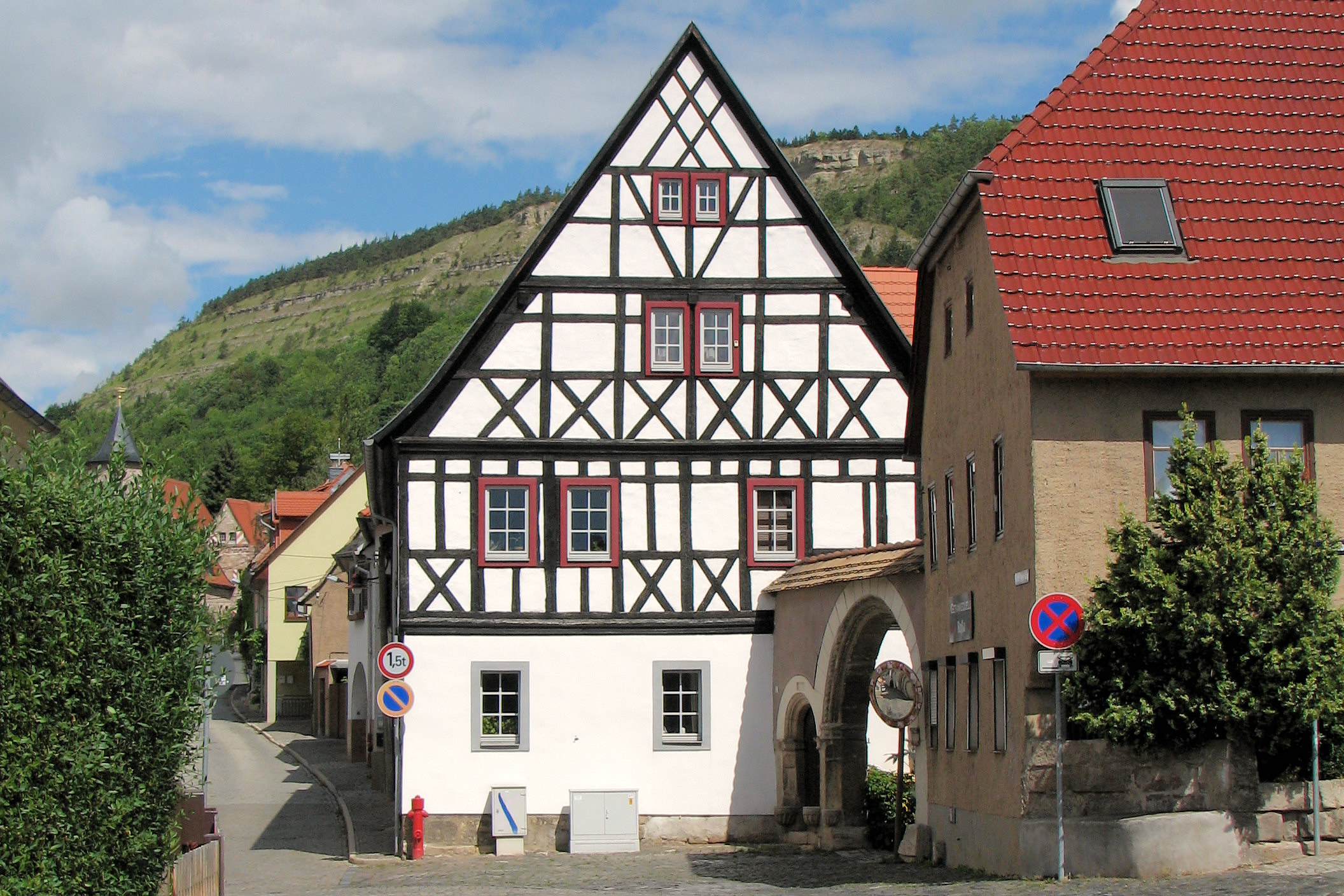
Dobermannsches Wohnhaus von 1593

Das Dobermannsche Wohnhaus liegt am Rande der alten Stadt Lobeda und blieb daher von den zahlreichen Feuersbrünsten vergangener Jahrhunderte verschont. Dendrochronologische Untersuchungen ergaben eine Bauzeit des Hauses um 1593. Der Bauherr muss ein reicher Bürger (möglicherweise ein Weinhändler) gewesen sein, da sich im Gebäude zwei Bohlenstuben befinden. Auffällig ist das gut erhaltene Sitznischenportal, das von 1597 stammt und die Inschrift „CIRIAX SCHWAB ANNO 1597“ trägt. Das Wohnhaus wurde 1998/1999 saniert, das Fachwerk und die bemalten Bohlenstuben sind seither wiederhergestellt.

### Wohnhaus Rathausplatz 11
Im Bereich des heutigen Rathausplatzes und der Marktstraße waren im Dreißigjährigen Krieg 1640 durch französische Soldaten zahlreiche Häuser abgebrannt. Wie weit die Stadt Lobeda damals am Boden lag und wie lange sie gebraucht hat, sich zu erholen, ist aus einer lateinischen Inschrift unter der Dachtraufe zu ersehen, wonach der Hausherr erst 1692 – also 52 Jahre später – in der Lage war, ein neues Haus zu errichten:
„Pax cladem sequitor 1692,
A jove fac orsum
Ne serpens det dibi Morsum.“
(Nach langem Krieg nun endlich Frieden 1692
Mit Gott fang’ rüstig Deine Arbeit wieder an,
Dass Dich nicht stech’ der Schlange gift’ger Zahn.)
Nach einem lateinischen Sprichwort verfasst, übersetzt von Franz Meyer, Lobeda 1921.

### Ehemaliges Kriegerdenkmal 1870/71, nun Ján-Kollár-Gedenkstein
Das Kriegerdenkmal wurde im Jahr 1872 aus Anlass des Deutsch-Französischen Krieges 1870/71 errichtet. Der Stein (Braunkohlenquarzit) stammte aus Waldeck bei Stadtroda und die ursprünglich vorhandene gusseiserne Tafel von der Gießerei Stiebritz & Müller aus Apolda. Nach 1945 verschwand die gusseiserne Gedenktafel mit den vergoldeten Namen. Der Text ist nicht mehr bekannt. 1984 wurde das Denkmal in einen Gedenkstein für den Slowaken Ján Kollár, den späteren Nationaldichter, umgewandelt. Dieser verliebte sich 1818 in die Lobedaer Pfarrerstochter Friederike Schmidt, aber er konnte sie erst 1835 heiraten. Eine Tafel an der Vorderseite des Gedenksteins zeigt einen Textauszug aus seinem Werk Slavy dcera (Slawische Tochter) in Slowakisch und Deutsch. Auf der rückseitigen Tafel sind die Lebensdaten von Ján Kollár verzeichnet.

### Historischer Trog eines Laufbrunnens von 1887
Mit dem Bau der öffentlichen Wasserleitung in Lobeda im Jahr 1887 gab es zwölf Laufbrunnen und 10 Überflurhydranten im Ort sowie diverse Hausanschlüsse. Sechs der zwölf Laufbrunnen wurden neu aufgestellt. Sie waren aus Eisen und mit der Inschrift „LOBEDA 1887“ versehen. Lieferant war das Eisenhütten- und Emaillierwerk Tangerhütte. Von diesen sechs Eisen-Schöpfbrunnen existiert noch einer auf dem Friedhof Lobeda, ein zweiter wurde stark verrostet in der Buchaer Flur aufgefunden. Letzterer konnte nach Restaurierung 2012 am Stadthof Lobeda aufgestellt werden und erinnert an den Bau der Druckwasserleitung 1887.

### Martin-Niemöller-Haus

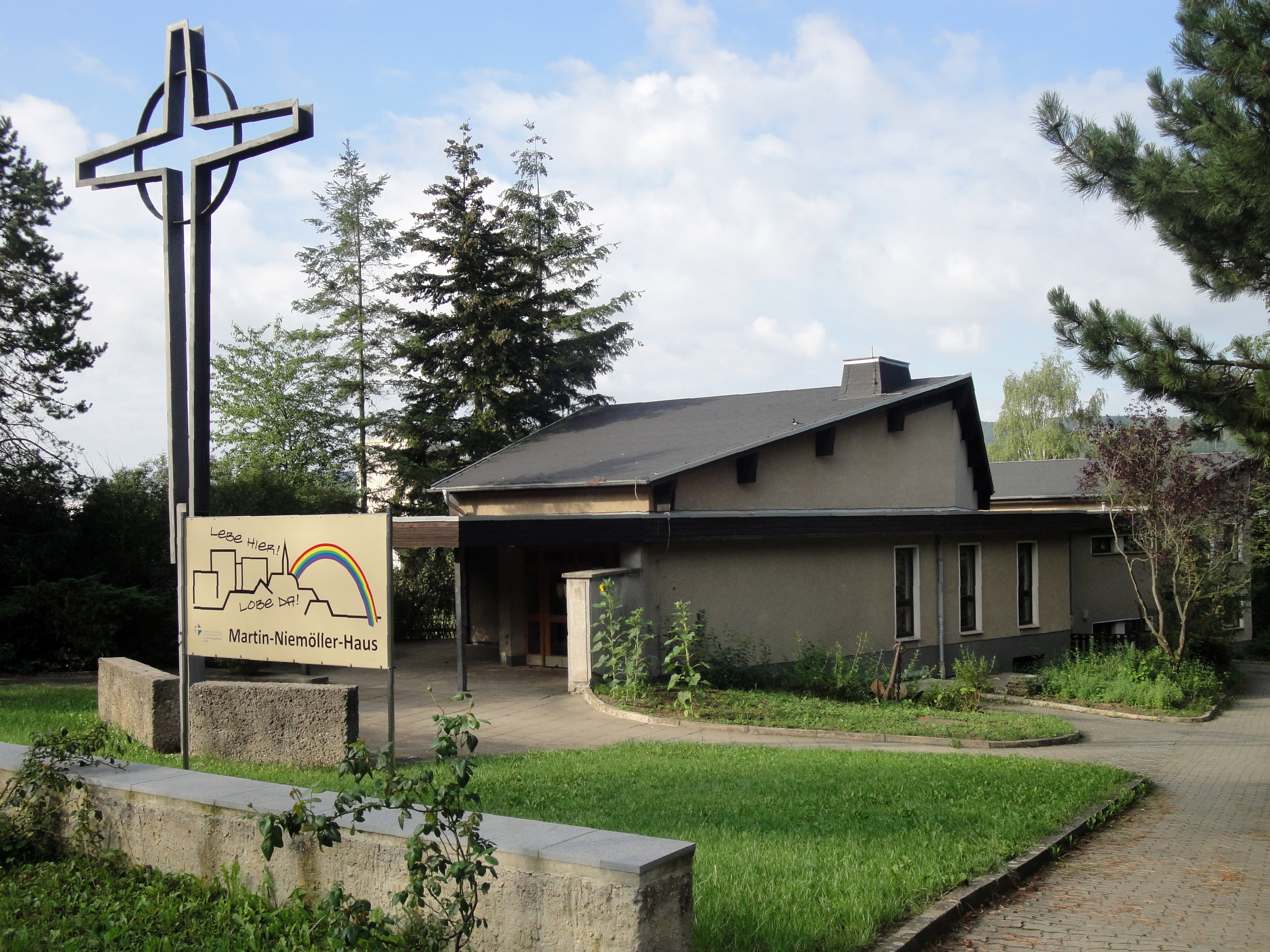
Martin-Niemöller-Haus (2015)

Um der durch das Neubaugebiet Neulobeda gewachsenen Kirchgemeinde Lobeda Rechnung zu tragen, wurde 1981 bis 1983 das Martin-Niemöller-Haus (Architekt: Klaus Kaufmann) erbaut. Es ist Sitz eines eigenen Pfarramtes und bietet diverse Räume für die Gemeindearbeit, darunter einen Gemeindesaal für 200 Personen, der auch als Winterkirche genutzt wird.

## Religion
Im Zentrum von Lobeda-Altstadt, der ehemaligen Stadt, befindet sich eine evangelische Kirche, neuerdings wieder als St. Peter bezeichnet und das katholische Gemeindehaus Franziskushaus, welches an die katholische Gemeinde St. Johannes Baptist angegliedert ist. Bis zur Reformation war Lobeda Sitz eines Dekanates, welches das komplette Gebiet östlich von Jena bis in die Gegend von Eisenberg umfasste. Nach 1525 wurde die evangelische Pfarrei Lobeda mit den Filialen Drackendorf/Ilmnitz, Zöllnitz, Rutha und Wöllnitz gebildet. Erst Ende des 16. Jahrhunderts wurden Zöllnitz und Drackendorf eigenständige Pfarreien. Mit der Zusammenlegung der Thüringer Landeskirche und der Kirchenprovinz Sachsen zur Evangelischen Kirche in Mitteldeutschland bilden sie nun alle zusammen den Kirchgemeindeverband Lobeda innerhalb der Superintendentur Jena.

## Persönlichkeiten
- Nikolaus Theiner sen. (1535/40–1620), Steinmetz und Baumeister
- Anton Heuglin (?–1578), Bibliothekar und Pfarrer
- Susanne Bohl (1738–1806), Dichterin
- Ludwig Bernhard Schmid (1788–1857), evangelischer Geistlicher und Missionar
- Deocar Schmid (1791–1828), evangelischer Geistlicher und Missionar
- Wilhelmine Friederike Schmidt (1795–1871), genannt Mina, Pastorentochter, Romanze und später Ehefrau von Ján Kollár (1793–1852)
- Ferdinand Rosenberger (1845–1899), Wissenschaftshistoriker
- Julius Lien (1872–1962), Heimatdichter
- Klara Griefahn (1897–1945), Ärztin, Opfer des Faschismus
- Leopold Hartmann (1899–1997), Germanist, Universalgelehrter
- Otto Carius (1914–1988), Maler und Grafiker

## Sekundärliteratur
- Arbeitskreis Ortsgeschichte Lobeda-Altstadt (Hrsg. Claus-Jürgen Nötzold): ABC der Stadtgeschichte Lobeda. Lobeda 2021, ISBN 978-3-944919-33-1.
- Herbert Koch: Geschichte der Stadt Lobeda. 2 Bände, Jena 1939 und 1941.
- Werner Marckwardt: Lobeda. Einst ein Städtlein im Weimarischen; Streifzüge durch die Geschichte einer ehemaligen Thüringischen Kleinstadt. Jena 2012, ISBN 978-3-943609-01-1.
- Claus-Jürgen Nötzold u. a.: Festschrift zum Stadtjubiläum. 725 Jahre Stadt Lobeda (1284–2009); Der Ort und seine Bürger im Wandel der Zeiten. Jena 2009, OCLC 555168748
- Reinhard Jonscher: Von Ammerbach bis Zwätzen – Geschichte der Jenaer Vororte. Jena 2012, ISBN 978-3-942176-21-7.
- Werner Marckwardt: Steinerne Zeugen der Geschichte rund um Lobeda. Ein Lesebuch für Wanderer und Heimatfreunde. Jena-Lobeda 2014.
- Werner Marckwardt, André Nawrotzki: Lobeda – Jahrhundertschritte durch die Ortsgeschichte, Jena 2015.
- Joachim Mohr, Maria Krieg: Die Lobedaer Kirche. Ein Kirchenführer. Lobeda 2011.
- Claus-Jürgen Nötzold, Joachim Rulf: Lobeda, seine Gemarkung (Flur) und die noch vorhandenen Grenzsteine. (= Beiträge zur Ortsgeschichte Lobeda-Altstadt. Heft 1). Lobeda 2012.
- Hans-Jürgen Domin, Karl-Heinz Donnerhacke, Lutz Kästner, Werner Marckwardt, Claus-Jürgen Nötzold, Peter Puff, Anneliese Tilgner: 125 Jahre Druckwasserleitung in Lobeda – Die Strumpfwirker zu Lobeda – Die Post in Lobeda – Franz Meyer-Bibliothekar, Maler und Philosoph – Die Geschichte der Lobdeburger Kanone – Unsere Eindrücke von Jena-Lobeda um 1959. (= Beiträge zur Ortsgeschichte Lobeda-Altstadt. Heft 2). Lobeda 2013.
- Christel Holz, Lutz Kästner, Werner Marckwardt, Claus-Jürgen Nötzold, Anneliese Tilgner: Bader, Barbierer und Chirurgen in Lobeda – Die Geschichte der Burg-Apotheke – Eine schöne und unbeschwerte Kindheit in Lobeda – Das Lobedaer Rathaus-Ein Kleinod – Lobeda und seine Straßenbahnanbindung – Die ersten Motorräder und Autos in Lobeda. (= Beiträge zur Ortsgeschichte Lobeda-Altstadt. Heft 3). Lobeda 2014.
- Karl-Heinz Donnerhacke, Werner Marckwardt, Claudia Chlebos, Claus-Jürgen Nötzold: Das Schloss Lobeda – Eine Kulturgeschichte. (= Beiträge zur Ortsgeschichte Lobeda-Altstadt. Heft 4). Jena 2015 und 2019.
- Karl-Heinz Donnerhacke, Lutz Kästner, Claus-Jürgen Nötzold: Straßen in Lobeda-Altstadt: Bebauung – Bewohner – Begebenheiten. (= Beiträge zur Ortsgeschichte Lobeda-Altstadt. Heft 5). Lobeda 2016 und 2022.
- Lutz Kästner, Claus-Jürgen Nötzold: Brauereien und Wirtshäuser in Lobeda-Altstadt: Geschichte – Geschichten -Begebenheiten. (= Beiträge zur Ortsgeschichte Lobeda-Altstadt. Heft 6), Jena 2017.
- Claus-Jürgen Nötzold (Hrsg.): LOBEDA und die LOBDEBURG in der Kunst: Werke und ihre Künstler. (= Beiträge zur Ortsgeschichte Lobeda-Altstadt. Heft 7). Jena 2018.
- Lutz Kästner, Claus-Jürgen Nötzold, Mario Braun, Kathrin Kästner: Ehemaliges Gasthaus „ZUM BAEREN“: 105 Jahre von 1913 bis 2018. (= Beiträge zur Ortsgeschichte Lobeda-Altstadt. Heft 8). Jena 2019.
- Autorenkollektiv, Claus-Jürgen Nötzold (Hrsg.): Lobedaer Geschichten: Aus der Erinnerung von Zeitzeugen von 1900 bis zur Gegenwart. (= Beiträge zur Ortsgeschichte Lobeda-Altstadt. Heft 9). Jena 2020.
- Claus-Jürgen Nötzold (Hrsg.): Wussten Sie schon? Kurzweilige und interessante Details zur Lobedaer Geschichte. (= Beiträge zur Ortsgeschichte Lobeda-Altstadt. Heft 11). Jena 2022.
- Kurt Zahn: Die Pfarrer der Superintendentur Jena. Von den Anfängen bis zum Ausgang des 18. Jahrhunderts. (= Schriftenreihe der AMF. Band 68). Kleve 2006, DNB 973518936
- Andrei Zahn: Die Einwohner der Ämter Burgau, Camburg und Dornburg. Ein Beteregister aus der Zeit um 1421–1425. (= Schriftenreihe der AMF. Band 55). Mannheim 1998, DNB 1009379518
- Paul Wolff: Lobeda und seine Burgen. Lobeda um 1928.
- Hans Großkopf: Die Herren von Lobdeburg. Neustadt a.d.Orla 1929.
- Kurt Zahn: Die Pfarrer der Superintendentur Jena. Von den Anfängen bis zum Ausgang des 18. Jahrhunderts. (= Schriftenreihe der AMF. Band 68). Kleve 2006, DNB 973518936
- Andrei Zahn: Die Einwohner der Ämter Burgau, Camburg und Dornburg. Ein Beteregister aus der Zeit um 1421–1425. (= Schriftenreihe der AMF. Band 55). Mannheim 1998, DNB 1009379518